# مسلم میرزاپورکلشتری
مسلم میرزاپور کلشتری نماینده مردم رودبار در مجالس اول و سوم بود.
| دوره | رای    | درصد   |
| ---- | ------ | ------ |
| اول  | ۸٬۸۲۳  | ۵۱٫۶۰  |
| سوم  | ۲۶٬۹۳۸ | ۵۲٬۲۳۸ |

میرزا پور بعد از اتمام دوره نمایندگی در سمت‌هایی مانند معاونت پارلمانی وزارت آموزش و پرورش، معاونت امور استان‌ها، مجلس و مشارکت‌های کتابخانه‌های عمومی کشور، مدیر کل رفاه سازمان صدا و سیما و فعالیت کرد. او در حال حاضر مدیر کل روابط عمومی سازمان صدا و سیما است.
مسلم میرزاپور در انتخابات شورای شهر تهران از سوی جبهه پیروان خط امام و رهبری نامزد ورود به شورای شهر بود در این مورد موفقیتی بدست نیاورد.